# Аммурапі III
Аммурапі III (*д/н — бл. 1180/1178 до н. е.) — останній цар міста-держави Угарит в 1220/1215—1180/1178 роках до н. е.

## Життєпис
Про нього відомо переважно з листування із сусідніми державами. Посів трон близько 1220/1215 року до н. е., змінивши царя Нікмадду III, якому доводився сином або братом. В цей час Угарит постав перед небезпекою з боку «народів моря» (ймовірно сікулів). Вже близько 1220 року до н. е. отримав листа від хеттського царя Тудхалія IV (його васалом був Аммурапі III) про небезпеку цих племен, що займалися піратством. Для зміцнення свого становища оженився на хеттській царівні. Разом з тим вимушений був відправляти флот та війська до складу хеттського війська, що вело війни в Сирії.
Отримав листа від Кушмешуша, царя міста-держави Аласія на Кіпрі, який попереджав про появу флоту народів моря неподалік від Угариту. Відомо також про угоду щодо спільних дій з царством Амурру проти народів моря.
Відомо, що хеттський цар Суппілуліума II звертався до угаритського володаря щодо постачання зерна й міді. Втім Аммурапі III не зміг надати достатньо допомоги, коли ворог атакував Мукиш. За це хеттським судом царю Угариту погрожував Тальма-Тешшуб, цар Каркемиша.
Згодом відправив флот до Лукки, внаслідок чого народи моря завдали поразки Амасії, якій угаритський флот не встиг допомогти. В результаті Угарит опинився перед безпосередньою загрозою. За цих обставин, оскільки хетти самі не могли дати ради народам моря, а відповідно й захистити Угарит, Аммурапі III встановив дипломатичні контакти з єгипетським фараоном Рамсесом III.
Близько 1180/1178 року до н. е. ворог захопив угаритське місто Рагшу (сучасне археологічне місце Рас-ібн-Хані), а звідти атакував Угарит. Аммурапі III не зміг відбити напад, зазнав поразки й загинув. Угарит припинив існування як держава.